# Gracia Montes

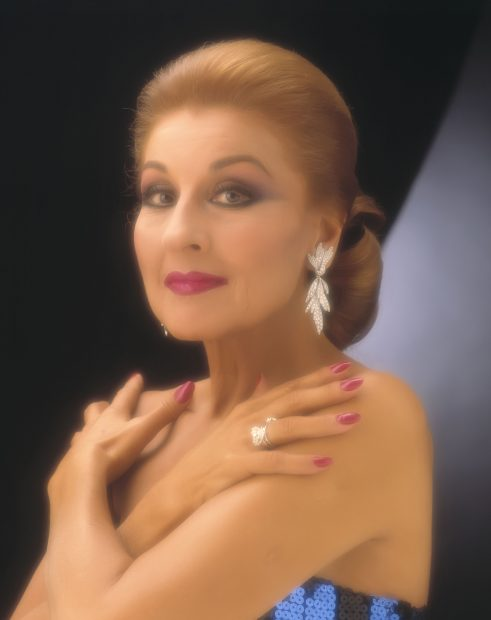
Gracia Montes, 2022

Gracia Montes (* 1. März 1936 als Gracia Cabrera Gómez in Lora del Río, Provinz Sevilla, Andalusien; † 2. Juni 2022 ebenda) war eine spanische Sängerin in der Stilrichtung Copla andaluza.

## Leben und Karriere

### Kindheit und Jugend
Bereits als Kind zeigte Gracia Interesse an der Copla andaluza, und Concha Piquer wurde zu ihrem großen Vorbild. Um in der Hauptstadt ihr Glück versuchen zu können, trat sie in einen Hungerstreik. Ihre Eltern gaben nach und ließen sie mit 13 Jahren an Talentwettbewerben teilnehmen. Sie arbeitete mit Sängern wie Pepe Pinto und La Niña de los Peines, um sich in der Gesangswelt zu etablieren. Nachdem sie anfangs nur Erfolge des klassischen Copla-Trios Quintero León und Quiroga gesungen hatte, bekam sie ihre eigenen Kompositionen von Ochaito, Valerio und Solano, dem zweiten Copla-Trio.

### Große Erfolge und plötzlicher Rückzug
Soy una Feria, Poema de mi Soledad und Maruja Limón wurden zu großen Klassikern der Copla, die von Gracia Montes bekannt gemacht wurden. Sängerinnen wie Marifé de Triana und Lola Flores zählte sie zu ihren Freundinnen. 1955 erschien sie in Muerte de un ciclista, einem Film von Juan Antonio Bardem. 1956 zog sie sich überraschenderweise vom Showgeschäft zurück. Ihr Ehemann wollte nicht, dass sie weiterhin als Sängerin arbeitete.

### Comeback und letzte Jahre
1965 verließ sie ihren Ehemann und kehrte als Sängerin auf die Bühne zurück. Mit einem breiten Spektrum an neuen Liedern, darunter die Coplas La Niña de Punta Umbría und Palabritas en el viento, feierte sie weiterhin große Erfolge. 1978 trat sie in der Show Cantares auf, 1990 in Las Coplas und 1994 in Sabor a Lolas. 2002 zog sie sich fast zur gleichen Zeit wie ihre Freundin Marifé de Triana zurück. 2009 wurde sie Ehrenbürgerin von Sevilla. Sie starb am 2. Juni 2022 im Alter von 86 Jahren in Lora del Río.

## Diskographie (Auswahl)
- 1966: Ese día!
- 1967: Será una rosa
- 1976: Lo mejor de Sevilla
- 2002: A tí madre